# Estação HRAN
A Estação HRAN será uma das estações do Metrô do Distrito Federal, situada em Brasília, entre a Estação 103 Norte e a Estação Central. Será a primeira estação da Asa Norte.
O projeto da estação está em processo de elaboração. Até o fim de 2015 as obras deveriam ser iniciadas. A expectativa é que durassem 30 meses, a estação ficaria pronta, portanto, no final de 2018.
O nome Estação HRAN não deve ser definitivo. Ele se refere ao Hospital Regional da Asa Norte, principal ponto de referência das imediações da estação.
No final de 2019 o Governo do Distrito Federal concluiu o projeto de expansão do metrô para a Asa Norte.